# Eduard Gerhardt
Eduard Gerhardt (Erfurt 1812. április 29. – München 1888. március 6.) német festő, litográfus.

## Pályafutása

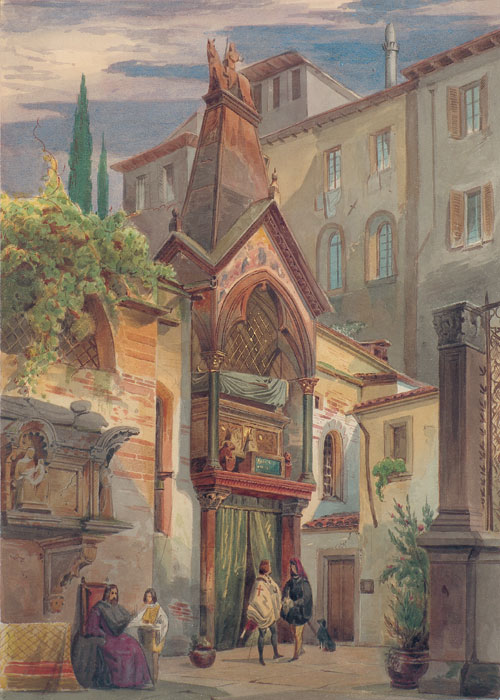
A Scaligeri család síremléke Veronában

Eleinte litográfus volt, majd 1837-től Münchenben a festőművészetnek szentelte minden idejét. Olaszországban, Portugáliában és Spanyolországban a régi építészeti emlékeket tanulmányozta és ragyogó színezésű, harmonikus hatású olajfestményein és akvarelljein pompásan adta vissza őket. Kitűnőek a Részletek az Alhambrából, a San Ildefonso templom, A córdobai inkvizíció-palota, a Carmo templom Lisszabonban, a Velencei San Marco és Maria della Saluta templomok című akvarelljei, valamint az Alhambra északról, Egy spanyol város holdfényben és az Alhambra oroszlános udvara című olajfestményei.